# Martin Škoula
Martin Škoula (né le 28 octobre 1979 à Litoměřice en Tchécoslovaquie aujourd'hui ville de République tchèque) est un joueur professionnel de hockey sur glace.

## Carrière en club
Il commence sa carrière dans l'équipe junior du HC Litvínov en 1995. Au cours de cette saison, il joue pour l'équipe junior de moins de 18 ans mais également pour les moins de 20 ans et même un match des play-off pour l'équipe sénior qui évolue dans l'Extraliga tchèque.
Deux saisons plus tard, il quitte son pays pour rejoindre l'Amérique du Nord et l'équipe de la Ligue de hockey de l'Ontario, les Colts de Barrie. Après une saison, il est choisi lors du repêchage d'entrée dans la Ligue nationale de hockey au cours de la première ronde par l'Avalanche du Colorado (17e) joueur choisi. Lors de sa seconde saison avec les Colts, il obtient un différentiel de +58, un record cette saison pour l'OHL mais également un record pour les Colts. Il est alors sélectionné dans la seconde équipe type de la ligue. À la fin de cette saison, il joue également un match dans les séries 1999 des Bears de Hershey, équipe de la Ligue américaine de hockey affiliée à l'Avalanche.
Il commence directement la saison suivante dans la LNH avec l'Avalanche et en 2001, il remporte la Coupe Stanley.
En février 2004, il rejoint les Mighty Ducks d'Anaheim contre Kurt Sauer mais n'y joue qu'une vingtaine de matchs avant de devenir agent libre. Au cours de la saison annulée de 2004-05 de la LNH, il retourne jouer dans son pays pour le HC Chemopetrol Litvínov.
À son retour la saison suivante dans la LNH, il signe pour les Stars de Dallas qu'il quitte le dernier jour possible des échanges. Il rejoint le Wild du Minnesota en compagnie de Shawn Belle contre un choix de repêchage de 2007 et de Willie Mitchell.
Le 2 mars 2010, les Penguins l'envoient aux Maple Leafs de Toronto avec Luca Caputi en retour d'Oleksiy Ponikarovskiy. Le lendemain, il s'amène aux Devils du New Jersey en retour d'un choix de cinquième ronde au repêchage 2010.

### Trophées et honneurs personnels
KHL
- 2011 : participe avec l'équipe Est au troisième Match des étoiles (titulaire).

## Statistiques
| Saison     | Équipe                 | Ligue           |     | Saison régulière | Saison régulière | Saison régulière | Saison régulière | Saison régulière |   | Séries éliminatoires | Séries éliminatoires | Séries éliminatoires | Séries éliminatoires | Séries éliminatoires |
| Saison     | Équipe                 | Ligue           | PJ  | B                | A                | Pts              | Pun              | PJ               | B | A                    | Pts                  | Pun                  |                      |                      |
| 1995-1996  | HC Litvínov            | Extraliga Jr.18 | 2   | 0                | 0                | 0                | -                | -                | - | -                    | -                    |                      |                      |                      |
| 1995-1996  | HC Litvínov            | Extraliga Jr.20 | 38  | 0                | 4                | 4                | -                | -                | - | -                    | -                    |                      |                      |                      |
| 1995-1996  | HC Litvínov            | Extraliga       | -   | -                | -                | -                | -                | 1                | 0 | 0                    | 0                    | 0                    |                      |                      |
| 1996-1997  | HC Litvínov            | Extraliga Jr.20 | 38  | 2                | 9                | 11               | -                | -                | - | -                    | -                    |                      |                      |                      |
| 1996-1997  | HC Litvínov            | Extraliga       | 1   | 0                | 0                | 0                | 0                | -                | - | -                    | -                    | -                    |                      |                      |
| 1997-1998  | Colts de Barrie        | LHO             | 66  | 8                | 36               | 44               | 36               | 6                | 1 | 3                    | 4                    | 4                    |                      |                      |
| 1998-1999  | Colts de Barrie        | LHO             | 67  | 13               | 46               | 59               | 46               | 12               | 3 | 10                   | 13                   | 13                   |                      |                      |
| 1998-1999  | Bears de Hershey       | LAH             | -   | -                | -                | -                | -                | 1                | 0 | 0                    | 0                    | 0                    |                      |                      |
| 1999-2000  | Avalanche du Colorado  | LNH             | 80  | 3                | 13               | 16               | 20               | 17               | 0 | 2                    | 2                    | 4                    |                      |                      |
| 2000-2001  | Avalanche du Colorado  | LNH             | 82  | 8                | 17               | 25               | 38               | 23               | 1 | 4                    | 5                    | 12                   |                      |                      |
| 2001-2002  | Avalanche du Colorado  | LNH             | 82  | 10               | 21               | 31               | 42               | 21               | 0 | 6                    | 6                    | 2                    |                      |                      |
| 2002-2003  | Avalanche du Colorado  | LNH             | 81  | 4                | 21               | 25               | 68               | 7                | 0 | 1                    | 1                    | 4                    |                      |                      |
| 2003-2004  | Avalanche du Colorado  | LNH             | 58  | 2                | 14               | 16               | 30               | -                | - | -                    | -                    | -                    |                      |                      |
| 2003-2004  | Mighty Ducks d'Anaheim | LNH             | 21  | 2                | 7                | 9                | 2                | -                | - | -                    | -                    | -                    |                      |                      |
| 2004-2005  | HC Litvínov            | Extraliga       | 47  | 4                | 15               | 19               | 101              | 6                | 0 | 0                    | 0                    | 6                    |                      |                      |
| 2005-2006  | Stars de Dallas        | LNH             | 61  | 4                | 11               | 15               | 36               | -                | - | -                    | -                    | -                    |                      |                      |
| 2005-2006  | Wild du Minnesota      | LNH             | 17  | 1                | 5                | 6                | 10               |                  |   |                      |                      |                      |                      |                      |
| 2006-2007  | Wild du Minnesota      | LNH             | 81  | 0                | 15               | 15               | 36               | 5                | 0 | 0                    | 0                    | 4                    |                      |                      |
| 2007-2008  | Wild du Minnesota      | LNH             | 80  | 3                | 8                | 11               | 26               | 6                | 0 | 0                    | 0                    | 0                    |                      |                      |
| 2008-2009  | Wild du Minnesota      | LNH             | 81  | 4                | 12               | 16               | 10               | -                | - | -                    | -                    | -                    |                      |                      |
| 2009-2010  | Penguins de Pittsburgh | LNH             | 33  | 3                | 5                | 8                | 6                | -                | - | -                    | -                    | -                    |                      |                      |
| 2009-2010  | Devils du New Jersey   | LNH             | 19  | 0                | 3                | 3                | 4                | 4                | 0 | 0                    | 0                    | 0                    |                      |                      |
| 2010-2011  | Avangard Omsk          | KHL             | 52  | 3                | 19               | 22               | 21               | 14               | 0 | 3                    | 3                    | 4                    |                      |                      |
| 2011-2012  | Avangard Omsk          | KHL             | 52  | 2                | 13               | 15               | 16               | 21               | 2 | 8                    | 10                   | 4                    |                      |                      |
| 2012-2013  | Avangard Omsk          | KHL             | 9   | 0                | 1                | 1                | 0                | -                | - | -                    | -                    | -                    |                      |                      |
| 2012-2013  | HC Lev Prague          | KHL             | 21  | 1                | 7                | 8                | 8                | -                | - | -                    | -                    | -                    |                      |                      |
| 2012-2013  | HC Litomerice          | 1.liga          | 1   | 0                | 0                | 0                | 0                | -                | - | -                    | -                    | -                    |                      |                      |
| 2013-2014  | HC Slovan Bratislava   | KHL             | 54  | 2                | 11               | 13               | 18               | -                | - | -                    | -                    | -                    |                      |                      |
| 2014-2015  | HC Bílí Tygři Liberec  | Extraliga       | 10  | 2                | 5                | 7                | 4                | -                | - | -                    | -                    | -                    |                      |                      |
| Totaux LNH | Totaux LNH             | Totaux LNH      | 757 | 44               | 149              | 193              | 324              | 79               | 1 | 13                   | 14                   | 22                   |                      |                      |

## Carrière internationale
Il représente la République tchèque lors des compétitions internationales suivantes :
Championnat d'Europe junior
- 1997

Championnat du monde junior
- 1998 - 4e place

Jeux olympiques d'hiver
- 2002 - 5e place

Championnat du monde
- 2004 - 4e place
- 2006 -  Médaille d'argent

Coupe du monde
- 2004 - défaite en demi-finale